# Deutzia staminea
Deutzia staminea là một loài thực vật có hoa trong họ Tú cầu. Loài này được R.Br. ex Wall. mô tả khoa học đầu tiên năm 1831.